# Aktion Reinhard

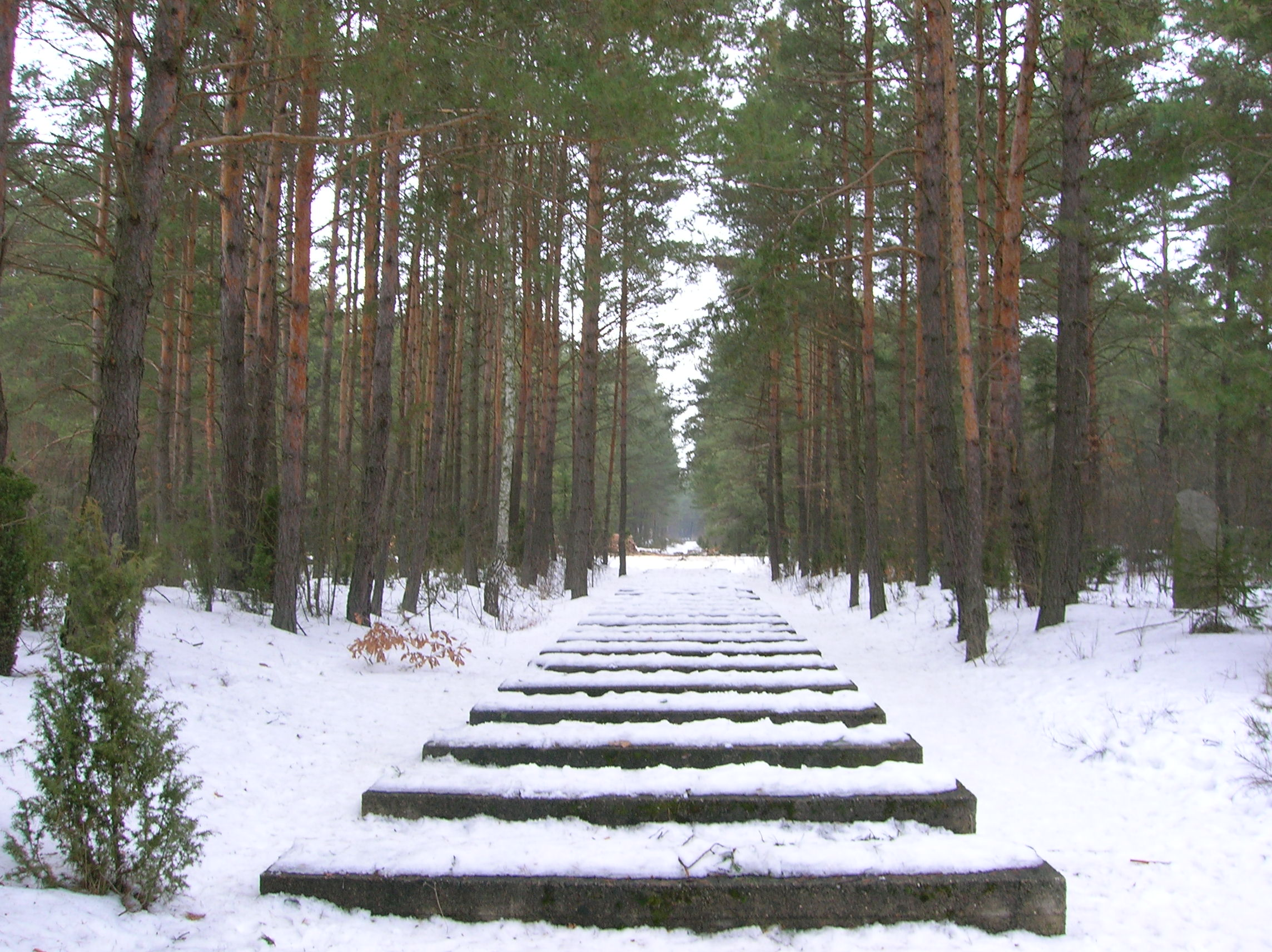
Betonnen bielzen symboliseren het later opgebroken spoor, dat door een dicht stuk bos naar vernietigingskamp Treblinka leidde.

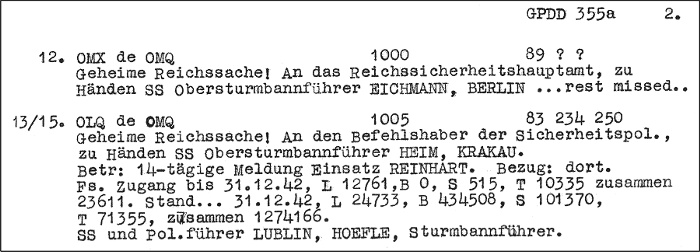
Gedecodeerd Hermann Höfle-Telegram

Onder de codenaam Aktion Reinhard (ook wel bekend als: Aktion Reinhardt of Einsatz Reinhard(t), genoemd naar Reinhard Heydrich), werden in 1942 en 1943 ongeveer 1,5 tot 2 miljoen Poolse Joden voornamelijk in de gaskamers van de vernietigingskampen Bełżec, Sobibór en Treblinka vermoord. Aktion Reinhard was een van de grootste niet-militaire operaties tijdens de Tweede Wereldoorlog.

## Wat voorafging
In 1941 gingen de nazi’s over tot systematische vervolging en vernietiging van de Joden. In eerste instantie wilden de Duitsers Joden deporteren uit Europa, dit staat bekend als het Madagaskarplan. Het plan is nooit tot uitvoering gekomen. Na de inval in de Sovjet-Unie ging de leiding van het naziregime over tot concrete maatregelen om Joden op grote schaal te vermoorden. De nazi’s hadden het over de Endlösung der Judenfrage (vertaald: definitieve oplossing voor het Jodenvraagstuk). Deze Endlösung kwam neer op het vermoorden van miljoenen Joden. De precieze datum waarop het naziregime ertoe overging om de Joden uit te roeien is niet bekend of nooit als zodanig vastgesteld. Het ging meer om een geleidelijk proces beginnend bij uitsluiting en discriminatie en eindigend bij de gruwelijke massamoord. Het verslag van de Wannsee-conferentie op 20 januari 1942, waar vertegenwoordigers van de nazi-regering en de SS de organisatie van de Jodenvernietiging bespraken, is een van de weinige documenten die licht werpen op dit proces. Daarnaast is Aktion T4 ook een belangrijk model geweest bij het vorm geven van Aktion Reinhard. Tevens werden belangrijke betrokkenen van het Euthanasie programma overgeplaatst naar de organisatie van Aktion Reinhard.

### DeEinsatzgruppen
De eerste stap in de richting van vernietiging van Joden in kampen was de inzet van Einsatzgruppen in de door Duitsland bezette delen van de Sovjet-Unie. Einsatzgruppen bestonden uit SS’ers onder leiding van functionarissen van de Sicherheitspolizei en Sicherheitsdienst (twee diensten die deel uitmaakten van de SS). Einsatzgruppen vermoordden op grote schaal Joden maar ook Roma en sommige van de Sovjetburgers. Alle Joden die deze militaire groepen tegenkwamen werden ter plekke vermoord en begraven. Ten minste een miljoen Joden werden op deze manier vanaf 1941 tot en met 1943 vermoord. In een gecodeerd bericht werd de naam Einsatz Reinhard genoemd.

## De uitvoering
De volgende stap in de Jodenvernietiging was het plan Aktion Reinhard, met Odilo Globocnik als eindverantwoordelijke. Globocnik was de chef van de politie en SS in het district Lublin van het bezette Polen. Doel van dit plan was de systematische vernietiging van de Poolse Joden. Het plan zag het licht eind 1941. Volgens dit plan werden in bezet Polen de vernietigingskampen Bełżec, Sobibór en Treblinka II gebouwd. Naar deze kampen werden veel Joden uit de Poolse getto's getransporteerd en onmiddellijk na aankomst vermoord door vergassing met koolmonoxide. De genoemde kampen waren dan ook geen concentratiekampen waar mensen bij elkaar werden gebracht en gehouden, maar vernietigingskampen. Tussen de 1,5 en 2 miljoen mensen werden vermoord in het kader van Aktion Reinhard. Tussen augustus en oktober 1942 bereikte de uitroeiing een hoogtepunt toen in 100 dagen 1,3 miljoen mensen in deze drie kampen werden vermoord.
Niet alleen Joden (uit Polen, Nederland, België, Duitsland etc.) werden het slachtoffer van Aktion Reinhard, maar ook Roma, Polen en krijgsgevangenen uit de Sovjet-Unie. De drie gaskamers van kamp Majdanek zijn tijdens Aktion Reinhard gebruikt. Verder kende de Aktion werkkampen zoals kamp Dorohucza. Deze waren gebouwd om mensen zich letterlijk dood te laten werken. Na het Erntefest kwam er geleidelijk een einde aan Aktion Reinhard.